# 瓢鮎図

瓢鮎図（水墨画部分）

瓢鮎図（ひょうねんず）は、日本の初期水墨画を代表する画僧・如拙作の絵画作品である。日本の国宝に指定されている。

## 解説
ひょうたんでナマズを押さえるという禅の公案を描いた、1415年（応永22年）以前の作。室町幕府将軍足利義持の命により制作された。京都市の妙心寺塔頭・退蔵院の所蔵。国宝。画面上半には、大岳周崇の序と玉畹梵芳など31人の禅僧による画賛がある。
画の上部にある大岳周崇の序によると、この作品は「大相公」が僧如拙に命じて、「座右之屏」に「新様」をもって描かせたものであることがわかる。「大相公」については、足利義持を指すと見るのが定説となっている。また「新様」の意味については諸説あるが、「中国（南宋）伝来の新しい画法」という意味に解釈するのが一般的である。原文は一部剥落し、不明の字もあることから全文は明らかではないが、判明しているものでは以下の通り：
| 『瓢箪図』画賛序（画題について）   |                                                                  |                                                          |
| 原文                               | 書き下し文                                                       | 現代語訳                                                 |
| 高翔雲者以矰繳罥之                 | 高く雲に翔（か）ける者は矰繳（そうしゃく）を以て之を罥（と）り   | 空を飛ぶものはイグルミでからめとり                       |
| 深泳水者以網罟致之                 | 深く水に泳ぐ者は網罟（もうこ）を以て之を致すは                   | 水中を泳ぐものは網でとらえる                             |
| 乃漁猟之常也                       | 乃ち漁猟の常なり                                                 | これが漁や猟の常法である                                 |
| 夫以虚閎円滑之瓢                   | 夫れ虚閎円滑の瓢を以て                                           | 中がうつろで丸くころころした瓢箪で                       |
| 欲捺住無鱗多涎之鮎魚於泱〃泥水之中 | 無鱗多涎の鮎魚を、泱々たる泥水の中に捺住（なつじゅう）せんと欲す | 鱗がなくネバネバした鮎を深い泥水の中で抑えつけることなど |
| 豈可復得焉乎                       | 豈（あ）に復（ま）た得可（うべ）けんや                           | いったいできるであろうか                                 |

現状では掛軸装で、上半分に序と賛、下半分に絵があるが、元は義持の「座右之屏」（ついたて）の表裏に絵と賛がそれぞれ表されていたものである。
図は水流の中を泳ぐナマズ（題名の「鮎」はナマズの意）と、ヒョウタンを持ってそれを捕らえようとする一人の男を表す。男はヒョウタンをしっかり抱え持っているようには見えず、危なっかしい手つきである。左前景には数本の竹、遠景に山々を表す。主たるモチーフを画面の左下に集め、画面右方を広い空間とする構図法は「残山剰水」「辺角の景」と呼ばれるもので、南宋の画家馬遠が得意としたものである。また、人物の描法には同じ南宋の梁楷の「減筆体」の影響がうかがわれる。このように本作品は、南宋院体画の影響を強く受けたものであり、日本の初期水墨画を代表する人物である如拙の筆であることが確実な遺品として、日本絵画史上貴重な遺品である。
制作年代については、賛者の活動年代から、応永20年（1413年）前後と考えられており、賛者の一人である太白真玄が応永22年（1415年）に没していることから、この年が制作年代の下限となる。

## データ

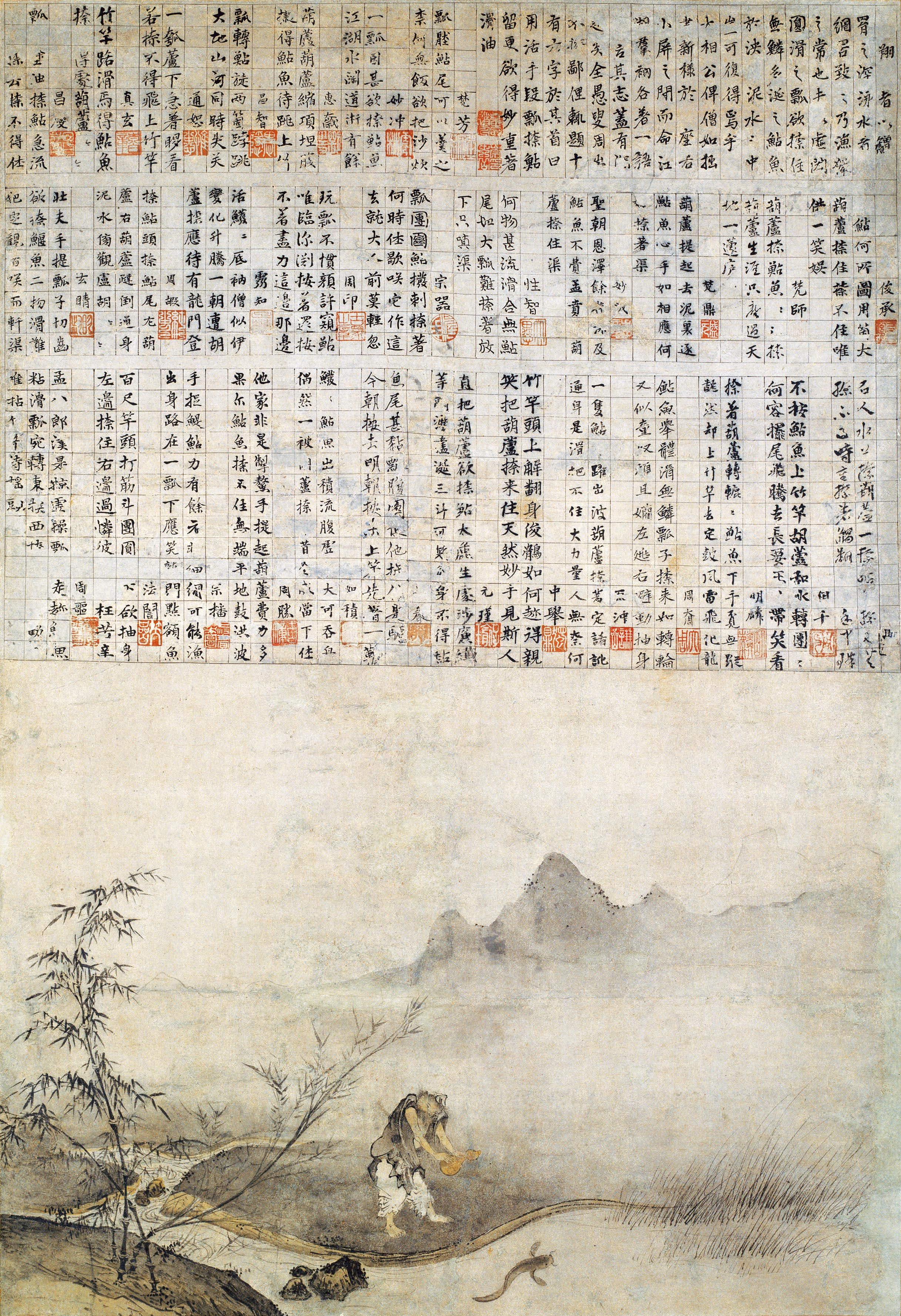
瓢鮎図（全体）

- 国宝指定年月日:1951年（昭和26年）6月9日
- 国宝指定名称:紙本墨画淡彩瓢鮎図 如拙筆 一幅 全愚周崇の序、玉畹梵芳等三十一僧の賛がある
- サイズ:111.5cm × 75.8cm（賛の部分を含む）
- 所有者:京都府京都市右京区花園妙心寺町 退蔵院（京都国立博物館に寄託）